# Holoparamecus depressus
Holoparamecus depressus is een keversoort uit de familie zwamkevers (Endomychidae). De wetenschappelijke naam van de soort werd in 1833 gepubliceerd door Curtis.